# 阿久根地区消防組合
阿久根地区消防組合（あくねちくしょうぼうくみあい）は、鹿児島県阿久根市および出水郡長島町によって組織された一部事務組合（消防組合）である。管轄区域は前述の1市1町。

## 概要
- 消防本部：鹿児島県阿久根市鶴見町200番地
- 管内面積：250.38 km2
- 職員定数：65名
- 消防署1カ所、分遣所2カ所
- 主力機械（2015年4月1日現在）
  - 水槽付消防ポンプ自動車：4
  - 小型動力ポンプ積載車：1
  - 屈折はしご付消防ポンプ自動車：1
  - 救助工作車：1
  - 指揮車：1
  - 指令車：1
  - 資機材搬送車：1
  - 救急車：6
  - その他：6

## 沿革
- 1974年4月1日 - 阿久根市・出水郡東町・長島町の1市2町により阿久根地区消防組合を設立する。阿久根消防署・東町分遣所・長島町分遣所を設置する。
- 1978年9月 - 消防本部・消防署が新庁舎に移転する。
- 2006年3月20日 - 東町と長島町が合併し新たな長島町が発足したことに伴い、組合の構成自治体が1市1町となる。
- 2008年8月 - 東町分遣所と長島町分遣所を、東分遣所と長島分遣所に改称する。

## 組織
- 消防本部 - 総務課、警防課
- 消防署

## 消防署
| 消防署       | 住所                  | 分遣所                                                      |
| ------------ | --------------------- | ----------------------------------------------------------- |
| 阿久根消防署 | 阿久根市鶴見町200番地 | 東：出水郡長島町鷹巣1678番地6 長島：出水郡長島町指江787番地 |